# وقود هيدروكربوني متجدد عن طريق نزع الكربوكسيل/نزع الكربونيل
الوقود الكربوني المتجدد عن طريق نزع الكربوكسيل / نزع الكربونيل. مع تزايد الطلب على الوقود المتجدد، فهناك الكثير من الأبحاث الجارية على استخدام الكتلة الحيوية كوقود خام لإنتاج وقود النقل السائل. استخدام الكتلة الحية بديل جذاب، بما أن الكتلة الحية تزيل ثنائي أكسيد الكربون من الجو مع نموها عن طريق التركيب الضوئي، مغلقة بذلك دورة الكربون وجاعلةً الوقود الحيوي محايدًا كربونيًا عند تحقق شروط معينة. للوقود الحيوي من الجيل الأول كالديزل الحيوي مساوئ هامة، إذ يشتق عادةً من المواد الخام القابلة للأكل وليست متوافقة تمامًا مع محركات الديزل التقليدية. بما أن معظم المشاكل المرافقة لأنواع الوقود هذه تنبع من ارتفاع محتواها من الأكسجين؛ يجري حاليًّا السعي لإيجاد طرق لنزع الأكسجين من الزيوت المشتقة من الكتلة الحية. الهدف النهائي هو تحويل الكتلة الحية غير القابلة للأكل لوقود حيوي هيدروكربوني متوافق تمامًا مع البنى التحتية الموجودة حاليًّا. يمكن استخدام هذه الأنواع التي تسمى وقود الجيل الثاني كبديل مباشر للأنواع التقليدية من الوقود الهيدروكربوني المشتق من البترول.

## لمحة تاريخية
أول من ذكر دراسات لنزع الكربوكسيل على محفزات أساسها النيكل والبالاديوم كان ويلهلم ماير وزملاؤه في عام 1982. وصل هؤلاء المؤلفون إلى نزع الأكسجين من العديد من الأحماض الكربوكسيلية عن طريق نزع الكربوكسيل في وسط جوي هيدروجيني – بما في ذلك تحويل الأحماض الأليفاتية (كحمض الهبتانويك وحمض الأوكتانويك) إلى ألكانات (تحديدًا هكسان وهبتان) (-وهو تفاعل أنتجت فيه محفزات البالاديوم Pd أفضل النتائج (قريبة من النواتج العددية). يمكن كتابة التفاعل كما يلي:
RCO2H → RH + CO2
في عام 2006، حصل دميتري مورزين على براءة اختراع مع نيستي اويل لصناعة الهيدروكربونات في مجال وقود الديزل من المواد الخام المتجددة مع خفض استهلاك الهيدروجين باستخدام معادن المجموعة الثامنة من عناصر الجدول الدوري. منذ ذلك الحين، بدأ عدد من الباحثين أيضًا بالعمل على نزع الأكسجين من المواد الخام ذات الأساس الدهني لتحويلها إلى هيدروكربونات على شكل وقود عن طريق نزع الكربوكسيل ونزع الكربونيل كبديل لنزع الأوكسجين المائي (بالهيدروجين)، ويجب تطبيق التفاعل بشكل واسع لتحويل الليبيدات (الدهون) إلى هيدروكربونات.

## العملية

### نزع الكربوكسيل/نزع الكربونيل
من الطرق البديلة لنزع الأكسجين من الزيوت المشتقة من الكتلة الحية طريقة نزع الكربوكسيل/نزع الكربونيل (deCOx)، التي لها عدة مميزات مختلفة عن المعالجة الهيدروجينية. أهم هذه المميزات، أن طريقة نزع الكربوكسيل/نزع الكربونيل لا تتطلب ضغطًا مرتفعًا للهيدروجين، ما يعني أنها من الممكن أن تجري في منشآت لامركزية أصغر يمكن وضعها بالقرب من مصدر الكتلة الحية وتؤدي إلى تخفيض كبير في التكاليف الاقتصادية والبيئية المرافقة لنقل الوقود الخام والمنتجات من هذه المنشآت وإليها. في تفاعلات نزع الكربوكسيل/نزع الكربونيل يزال الأكسجين على شكل ثنائي أكسيد الكربون أو أحادي أكسيد الكربون. ومع أن هذا يؤدي بالفعل إلى ضياع نسبة صغيرة من الكربون، فإن الإجماع العام هو أن انخفاض ضغط الهيدروجين المطلوب في هذه العملية يعوض عن المردود الكربوني الأقل بقليل في تفاعلات نزع الكربوكسيل/نزع الكربونيل بالمقارنة مع نزع الأكسجين الهيدروجيني.

## مكوناته

### المحفزات
كما ذكرنا أعلاه، فإن المحفزات المستخدمة في تفاعلات نزع الكربوكسيل/نزع الكربونيل أقل إشكالًا بشكل عام من تلك المحفزات المستخدمة حاليًّا في المعالجة الهيدروجينية في مجال الصناعة. تبحث الأبحاث الحالية في العديد من المحفزات التي تسهل وتفضل طريقة تفاعلات نزع الكربوكسيل/نزع الكربونيل. دُرست عدة محفزات لتحليل فعاليتها، والتي يحددها مقدار تحول الوقود الخام الدهني ودرجة الانتقائية لهيدروكربونات مجال وقود الديزل. وجد أن أكثر الصيغ الواعدة للمحفزات هي المعادن المدعمة، وأكثر المواد المدعمة المستخدمة الأكاسيد أو المواد الكربونية. يمكن لهذه المواد المدعمة أن تؤدي لاستقرار المعادن كجسيمات صغيرة، ما ينتج مساحة أكبر لسطح المعدن ويزيد عدد المواقع النشطة الموجودة لتحفيز التفاعل.
أظهرت المحفزات التي تستخدم مواد تدعيم كربونية مستويات أعلى من النشاط بالمقارنة مع مواد التدعيم الأخرى. ولكن، ومع العلم بأن أ) آلية التثبيط الأساسية لهذه المحفزات هي سد المواقع النشطة برواسب الكربون على سطح المادة المحفزة، ب) طريقة إعادة توليد المحفز المستخدم المفضلة في الصناعة هي حرق هذه الرواسب الكربونية بتكليسها في الهواء الساخن؛ فإن استخدام المواد الداعمة الكربونية يعد غير عملي، إذ تدمر طريقة إعادة التوليد هذه المحفز عمليًّا.
تستخدم عدة محفزات التي تعد موضع دراسة المعادن الثمينة كالبالاديوم (Pd) والبلاتين (Pt). ورغم أن هذه المحفزات ذات الأساس البالادي أو البلاتيني تنتج مردودات ممتازة من الهيدروكربونات الشبيهة بالوقود، فإن كلفة هذه المعادن قد تمنع من استخدامها، وبالتالي فقد بدأت الأبحاث تتجه نحو التركيز على استخدام المحفزات ذات الأساس النيكلي غير المكلفة. وبالفعل، في حين تظهر المحفزات ذات الأساس البلاتيني أو البالادي نشاطًا طبيعيًّا أكبر في تفاعلات نزع الكربوكسيل/نزع الكربونيل، فإن زيادة الحمولة المعدنية في المحفزات ذات الأساس النيكلي قد تنتج نتائج مشابهة. الطريقة الأخيرة أكثر جدوى اقتصادية ومردود مادي، بما أن النيكل أرخص حرفيًّا بآلاف المرات من البالاديوم والبلاتين.
تتوقف هذه المحفزات غالبًا عن العمل (تتثبط) وخصائص إعادة استخدامها سيئة. يعزى هذا إلى العديد من الأسباب، ومن بينها: أكسدة المعدن، فقد المعدن نتيجة الترشيح أو التلبد، أو انخفاض مساحة السطح نتيجة انسداد المسامات. تشهد حالات ترشيح وأكسدة المعدن بمقدار أقل بكثير في المحفزات المصنوعة من البالاديوم. يمكن أن يعزى تسمم المحفز بشكل عام إلى مركبات COx التي تتشكل خلال تفاعل نزع الكربوكسيل/نزع الكربونيل (deCOx) أو بسبب شوائب الفوسفور أو الكبريت في مدخلات التفاعل. يمكن أن يحدث سبب إضافي للتثبيط نتيجة امتصاص المركبات العطرية للمحفزات؛ إذ توجد هذه المركبات في الخامات الداخلة للتفاعل أو تنتج خلال سيرورة التفاعل. ولكن السبب الرئيسي لتثبيط المحفز يعزى إلى فقدان المساحة السطحية بسبب انسداد المسام بسبب تجمع الرواسب على سطح المحفز.
تشير بعض الأدلة إلى أن عمل المحفز يمكن استعادته عن طريق استخدام سلسلة من الغسلات بالمواد المذيبة. يمكن لهذه الغسلات إزالة أي رواسب عضوية يمكن أن تكون قد تشكلت على سطح المحفز. ولكن طريقة إعادة التوليد المفضلة في الاستخدامات الصناعية هي التكليس، والذي يمكنه حرق أي رواسب يمكن أن تكون حاذرة. كما ذكر أعلاه، ينقص هذا عملية استخدام المحفزات المدعمة بالكربون في الاستخدامات الصناعية. يجعل هذا استخدام المحفزات المدعمة بالأكاسيد أمرًا ذا أهمية خاصة، إذ لبعض هذه المحفزات معدلات تحويل تقارن بتلك التي تمتلكها المحفزات المدعمة بالكربون.

### المدخلات
من الأشياء الأخرى التي تؤخذ بعين الاعتبار في إنتاج الوقود الحيوي أصل مواد الكتلة الحيوية. في صنعة مصدر بديل للوقود، من المهم ألا تنقص المواد الخام المستخدمة المؤونة الغذائية أو الأراضي الصالحة للزراعة. ينصب التركيز مؤخرًا على استخدام المواد الليبيدية غير القابلة للأكل، كالدهن البني، والدهن الأصفر، وزيت الطحالب. استخدام هذه المصادر لن يهدد الإنتاج الحالي للغذاء الزراعي. لهذه المواد الخام ميزة إضافية تتمثل في كونها مشبعة بشكل كبير، ما يتطلب ضغطًا أقل للهيدروجين لتفاعلات نزع الأكسجين. يمكن معالجة كل من المدخلات المشبعة وغير المشبعة عن طريق نزع الكربوكسيل/نزع الكربونيل، ولكن المدخلات غير المشبعة عادة ما تؤدي إلى مشاكل أكبر. إن المدخلات غير المشبعة تؤدي إلى مفاقمة تثبط المحفزات وتؤدي إلى إنتاج هيدروكربونات أقل.